# Polybutadiene

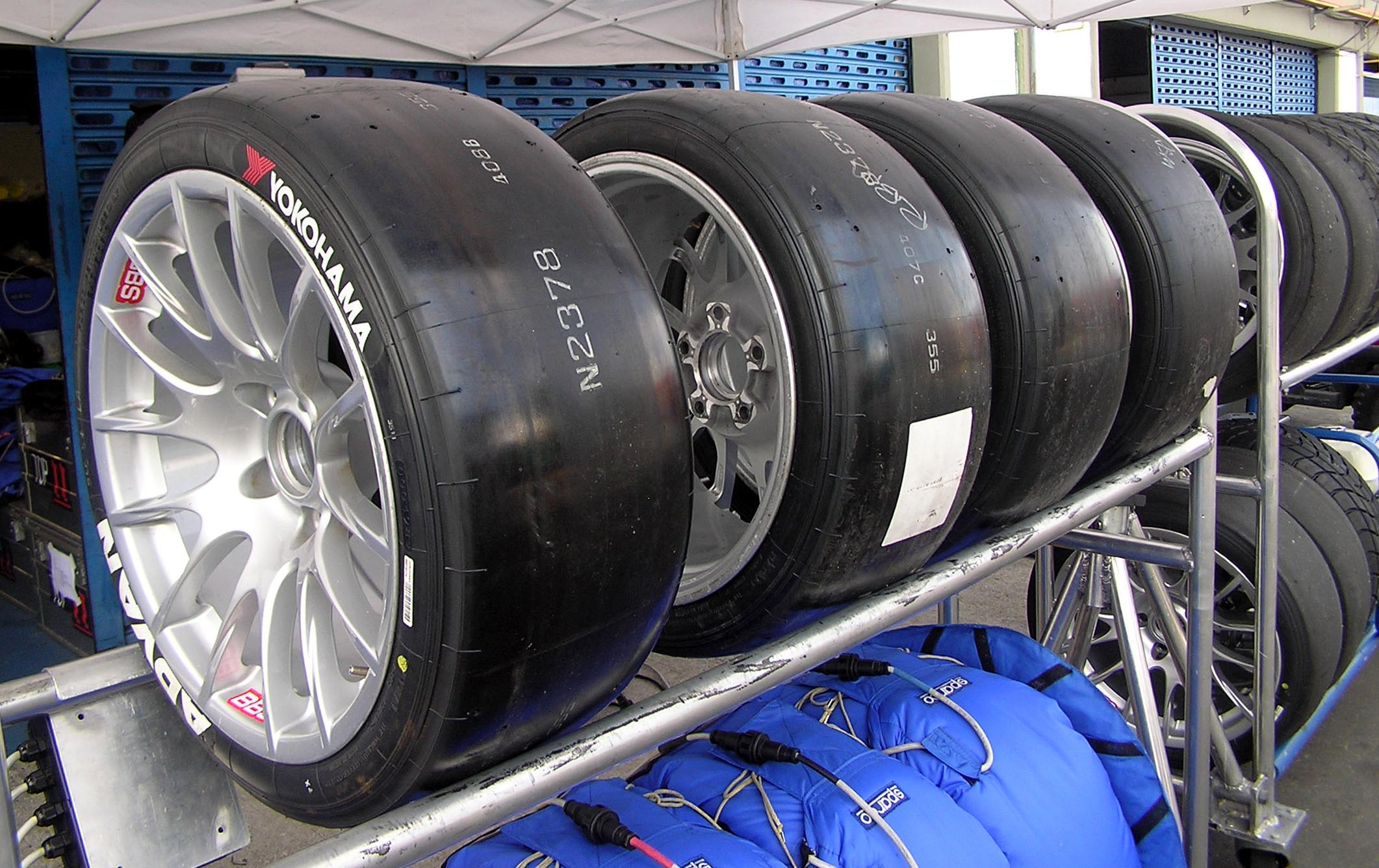
Khoảng 70% polybutadiene được sản xuất được sử dụng trong sản xuất lốp xe

Polybutadiene hay cao su buna [butadiene rubber, viết tắt BR] là một loại cao su tổng hợp. Cao su polybutadiene là một polymer được hình thành từ sự trùng hợp của monome 1,3-butadiene. Polybutadiene có khả năng chống mòn cao, chịu uốn gấp tốt, biến dạng " trễ" ít, nhiệt nội sinh thấp và được sử dụng đặc biệt trong sản xuất lốp xe, tiêu thụ khoảng 70% sản lượng. 25% khác được sử dụng làm phụ gia để cải thiện độ dẻo dai (khả năng chống va đập) của nhựa như polystyrene và acrylonitrile butadiene styrene (ABS). Cao su polybutadiene chiếm khoảng một phần tư tổng lượng tiêu thụ cao su tổng hợp toàn cầu trong năm 2012. Nó cũng được sử dụng để sản xuất bóng golf, các vật thể đàn hồi khác nhau và để bọc hoặc đóng gói các cụm điện tử, tạo ra điện trở cao.

## Phản ứng trùng hợp butadien
1,3-Butadiene là một hợp chất hữu cơ là một hydrocarbon diene liên hợp đơn giản (dien có hai liên kết đôi carbon-carbon). Polybutadiene hình thành bằng cách liên kết nhiều monome 1,3-butadien để tạo ra một phân tử chuỗi polymer dài hơn nhiều. Xét về khả năng kết nối của chuỗi polymer, butadien có thể trùng hợp theo ba cách khác nhau, được gọi là cis, trans và vinyl. Các dạng cis và trans phát sinh bằng cách kết nối các phân tử butadien từ đầu đến cuối, được gọi là phản ứng trùng hợp 1,4. Các tính chất của các dạng đồng phân kết quả của polybutadiene khác nhau. Ví dụ, "high cis" -polybutadiene có độ đàn hồi cao và rất phổ biến, trong khi cái gọi là "high trans " là một tinh thể nhựa với một vài ứng dụng hữu ích. Hàm lượng vinyl của polybutadiene thường không quá vài phần trăm. Ngoài ba loại kết nối này, polybutadien khác nhau về trọng lượng phân nhánh và trọng lượng phân tử của chúng.
Các liên kết đôi trans được hình thành trong quá trình trùng hợp cho phép chuỗi polymer giữ khá thẳng, cho phép các phần của chuỗi polymer được sắp xếp để tạo thành các vùng vi tinh thể trong vật liệu. Các liên kết đôi cis gây ra sự uốn cong trong chuỗi polymer, ngăn chặn các chuỗi polymer sắp xếp để tạo thành các vùng tinh thể, dẫn đến các vùng polymer vô định hình lớn hơn. Người ta đã phát hiện ra rằng một tỷ lệ đáng kể cấu hình liên kết đôi cis trong polymer sẽ dẫn đến một vật liệu có chất lượng đàn hồi linh hoạt (giống như cao su). Trong phản ứng trùng hợp gốc tự do, cả hai liên kết đôi cis và trans sẽ hình thành theo tỷ lệ phần trăm phụ thuộc vào nhiệt độ. Các chất xúc tác ảnh hưởng đến tỷ lệ cis so với trans.